# Памятник Независимости (Баку)
Памятник Независимости (азерб. İstiqlal bəyannaməsi abidəsi) расположен между зданиями Института рукописей Национальной академии наук и Азербайджанского государственного экономического университета. Установлен в честь Азербайджанской Демократической Республики, провозглашённой Национальным советом Азербайджана 28 мая 1918 года в Тифлисе. Этот день отмечается как День Республики с 28 мая 1992 года.

## Открытие памятника

Памятник Независимости

Памятник воздвигнут в честь Азербайджанской Демократической Республики, которая была первой демократической республикой на Востоке.
18 декабря 2006 года Президент Азербайджана Ильхам Алиев подписал Распоряжение № 1838 О создании музея Независимости и установлении памятника Независимости в столице Азербайджанской Республики городе Баку. В соответствии с распоряжением был объявлен конкурс для создания памятника Независимости и учреждены премии.
Открытие памятника состоялось 25 мая 2007 года на улице Истиглалият. В церемонии открытия принял участие президент Азербайджанской Республики Ильхам Алиев.
На памятнике, вытесанном из гранита и белого мрамора, на старом арабском и латинском алфавите выгравирован текст Декларации независимости c подписями членов Национального Совета.